# Kościuszko pod Racławicami (film 1913)
Kościuszko pod Racławicami – polski film z 1913 roku, oparty na dramacie o tym samym tytule autorstwa Władysława Ludwika Anczyca. Film wyreżyserował i w roli Kościuszki wystąpił nieznany bliżej twórca o pseudonimie Orland.
Film został zrealizowany, jak na ówczesne warunki, z dużym rozmachem – brało w nim udział ok. 2000 statystów, większość scen realizowano w plenerach (w miejscowościach w okolicach Lwowa: Zimnej Wodzie, Brzuchowicach i Hołosko), a budżet był wysoki. Mimo to film nie odniósł sukcesu. W 1927 roku, po pewnych zmianach, ponownie wszedł na ekrany, ale pod zmienionym tytułem: Bitwa pod Racławicami.
W 2009 roku w prywatnej kamienicy w Krakowie zostały odnalezione fragmenty kopii filmu, wykonanej w 1927. Znalezione dwie rolki taśmy 35 mm mają długość ok. 450 m (cały film miał 1600 m), a czas trwania fragmentów wynosi ok. 20 min. Właściciel domu przekazał taśmy Filmotece Narodowej, w której dzięki pracy Renaty Wąsowskiej i prof. Małgorzaty Hendrykowskiej ustalono tytuł filmu. Odnaleziony film to jeden z najstarszych filmów w zbiorach Filmoteki, po Pruskiej kulturze z 1907 lub 1908 i Meirze Ezofowiczu z 1911.

Fotosy z filmu:
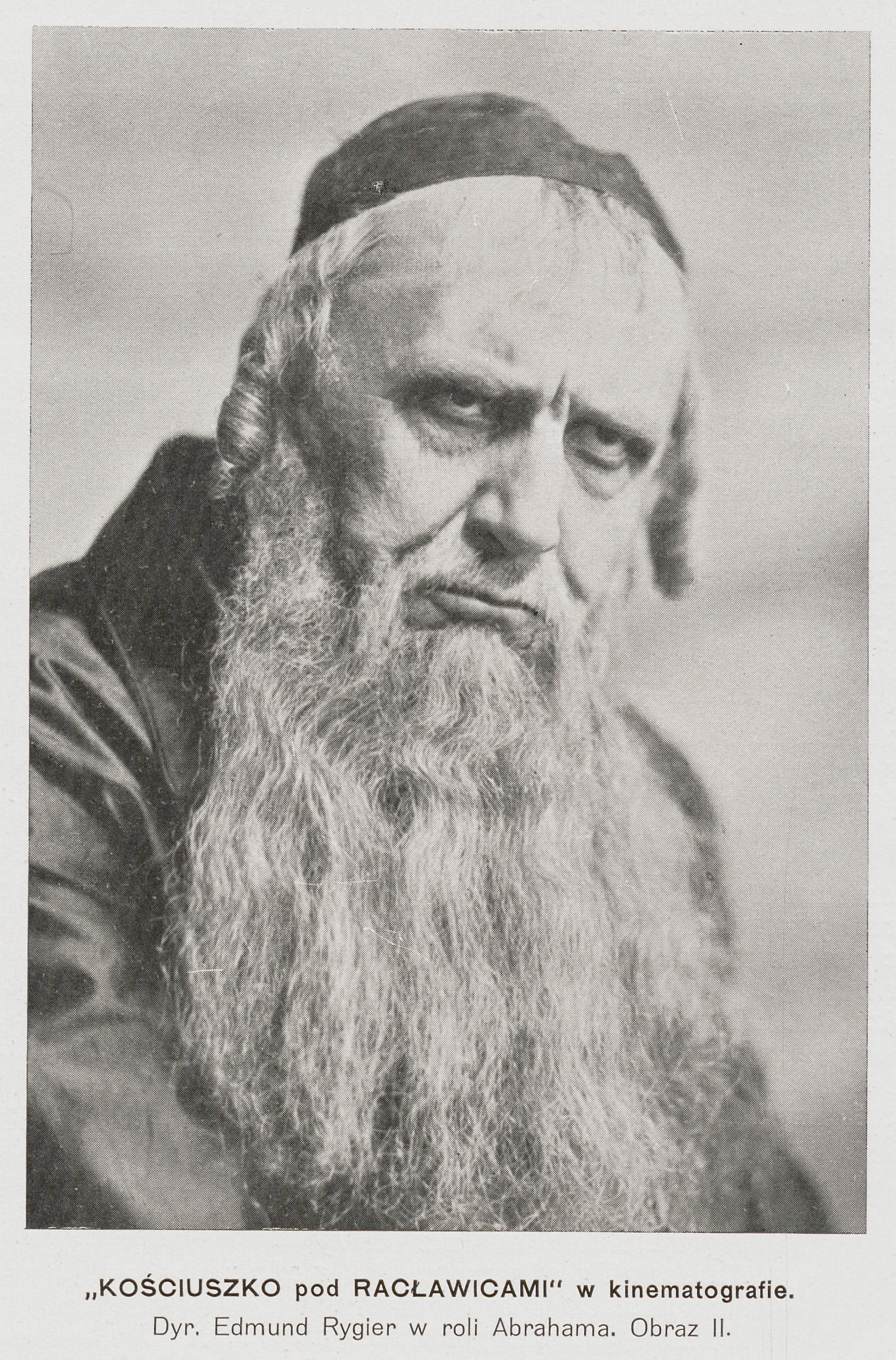
Dyr. Edmund Rygier w roli Abrahama
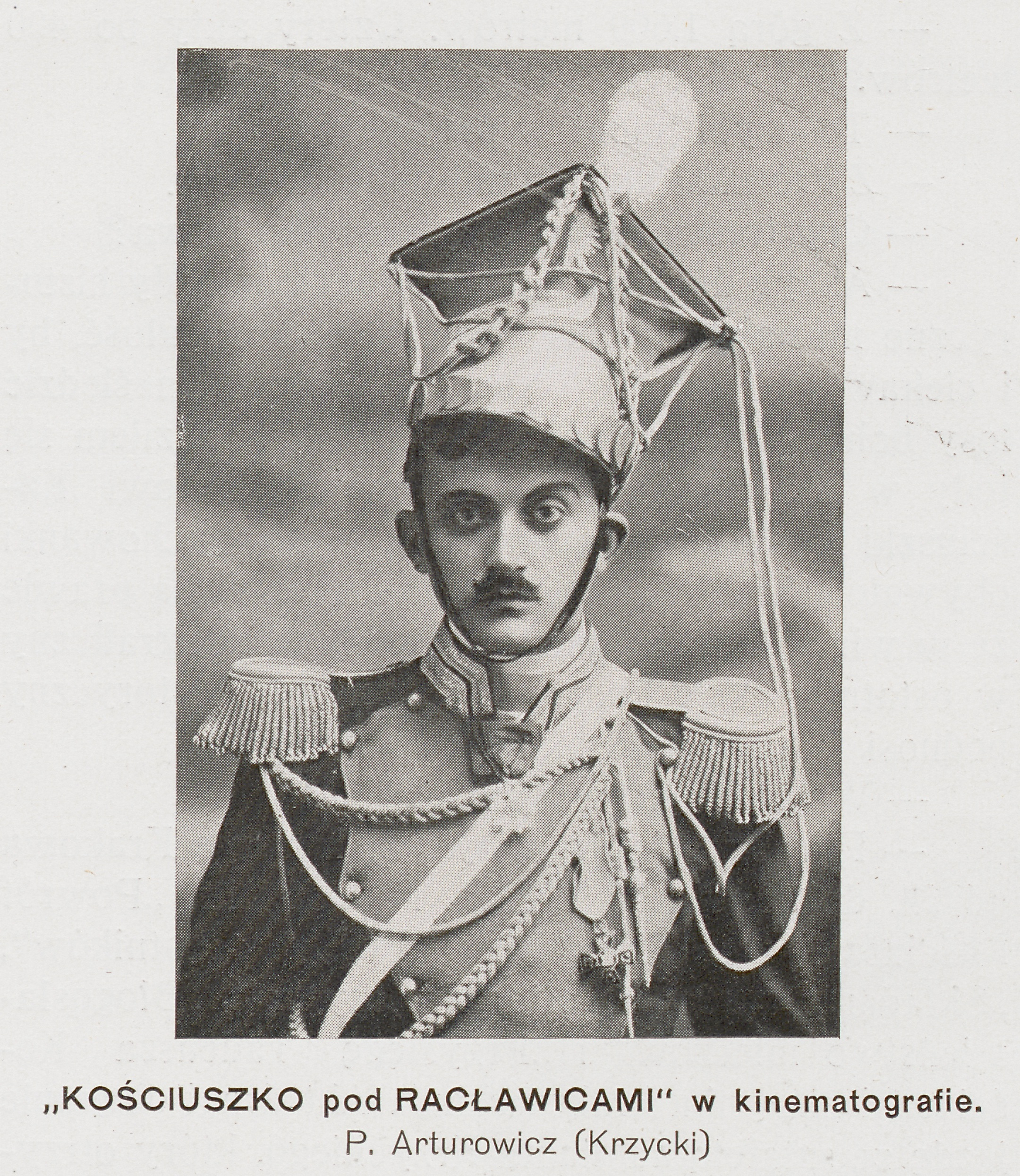
P. Arturowicz (Krzycki)
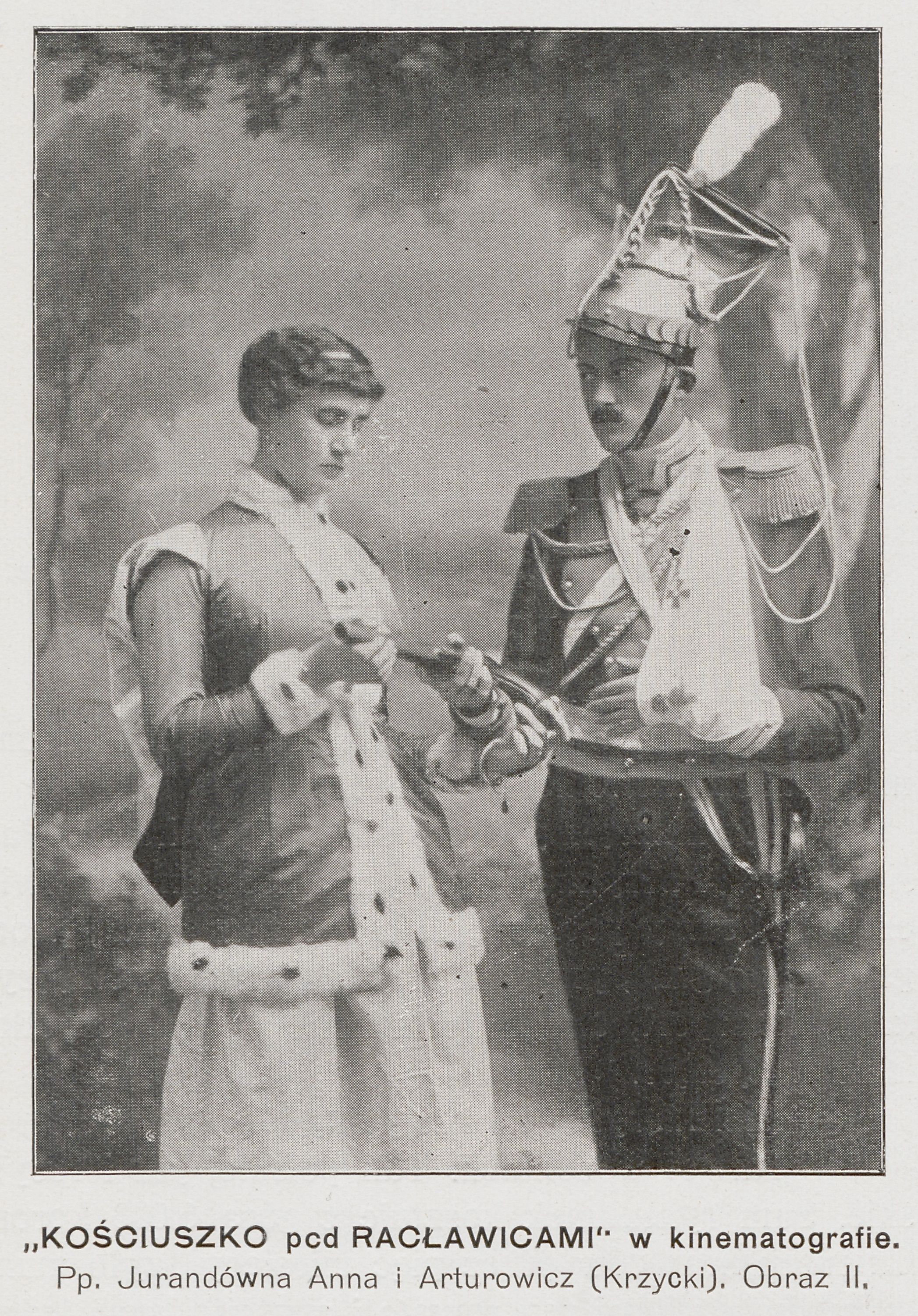
Pp. Jurandówna (Anna) i Arturowicz (Krzycki)
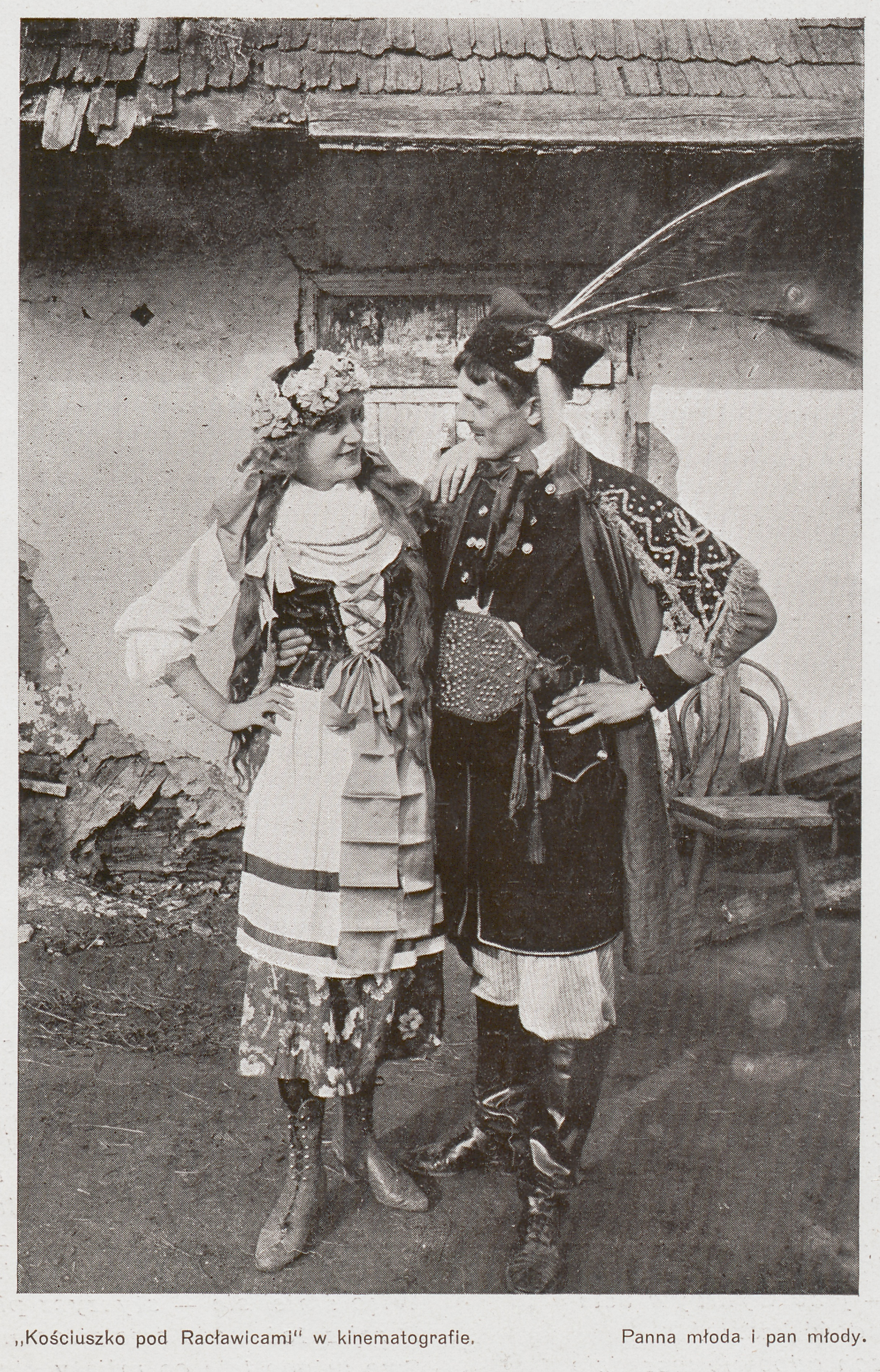
Panna młoda i pan młody
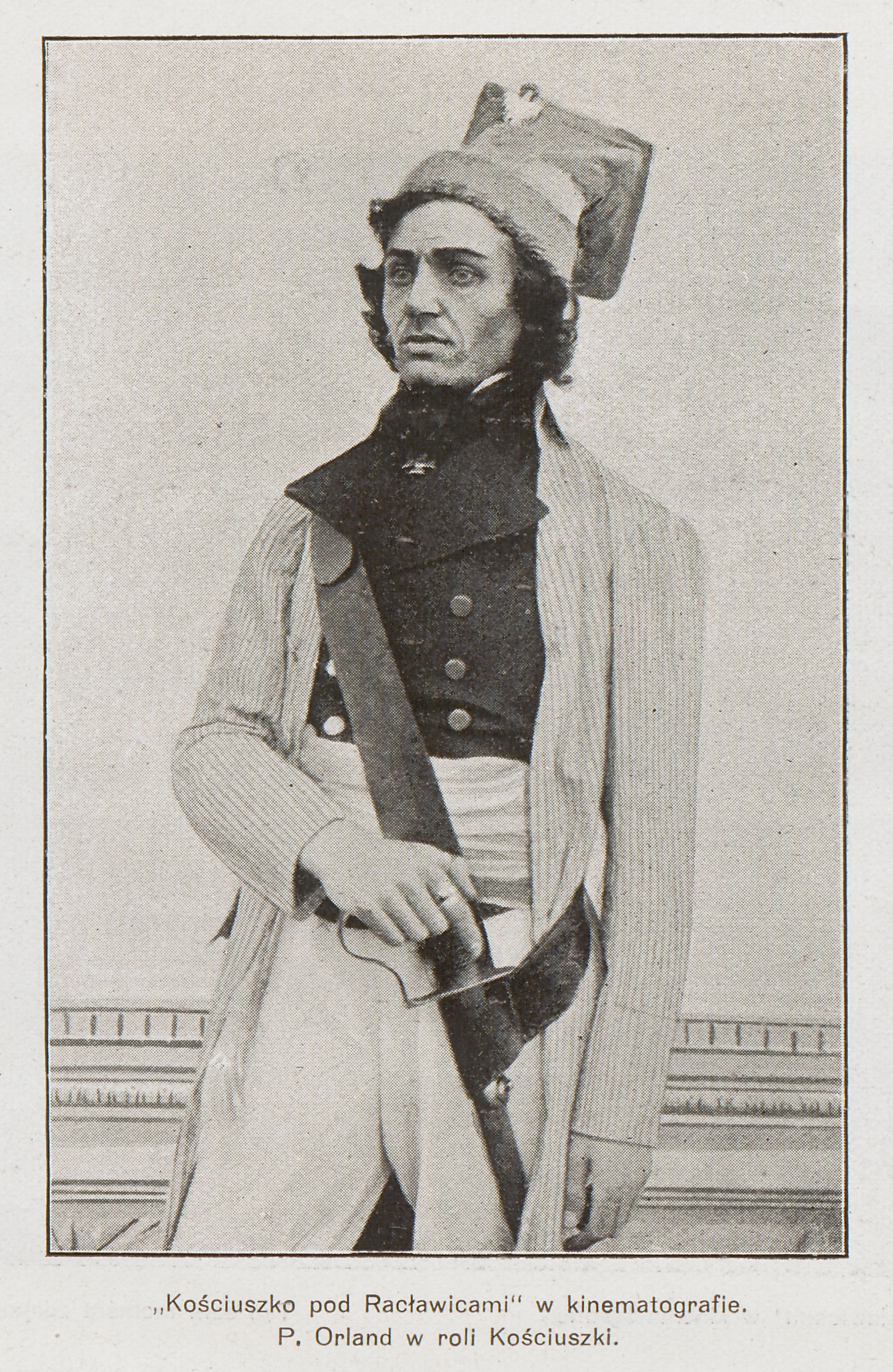
P. Orland w roli Kościuszki
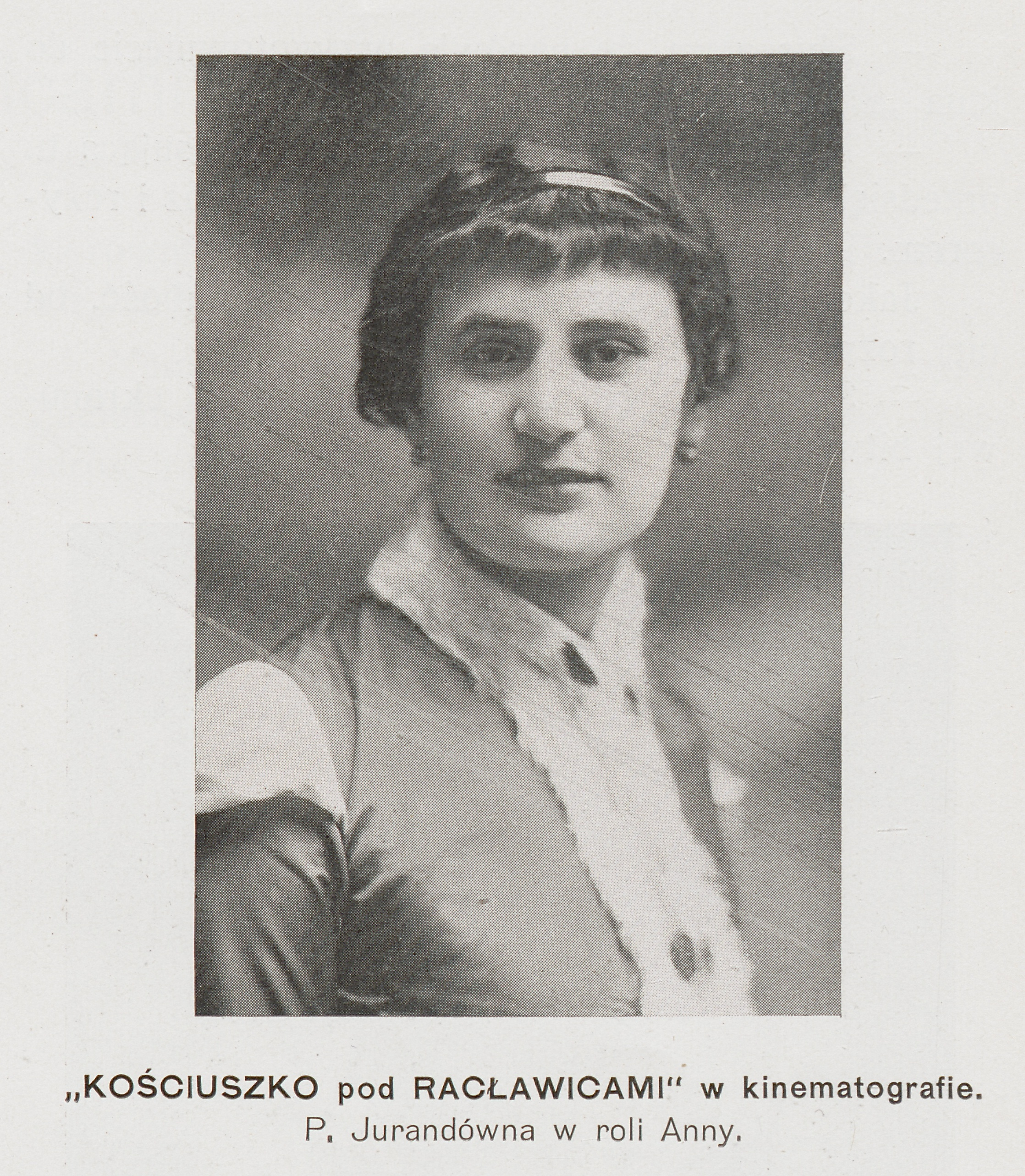
P. Jurandówna w roli Anny
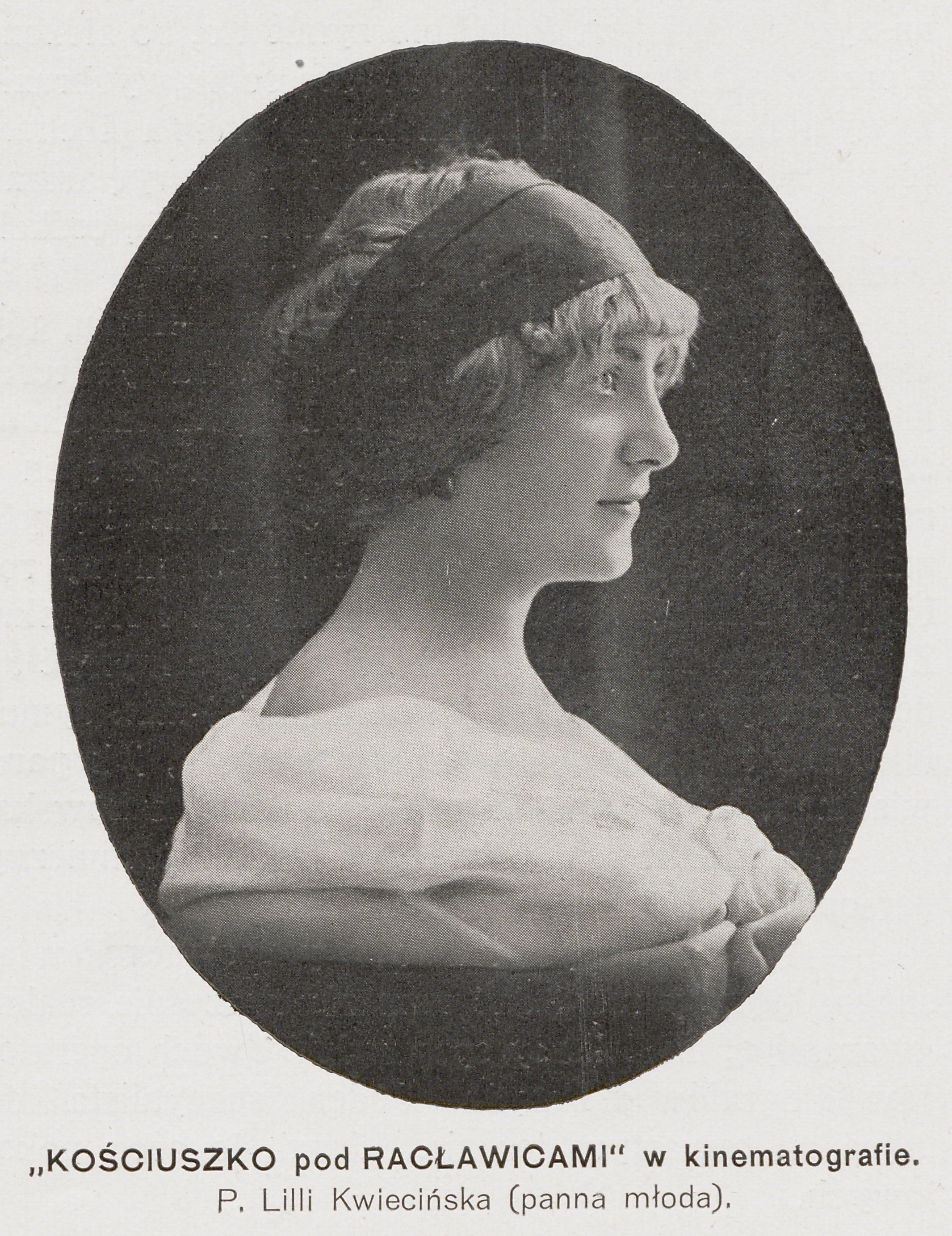
P. Lilli Kwiecińska (panna młoda)
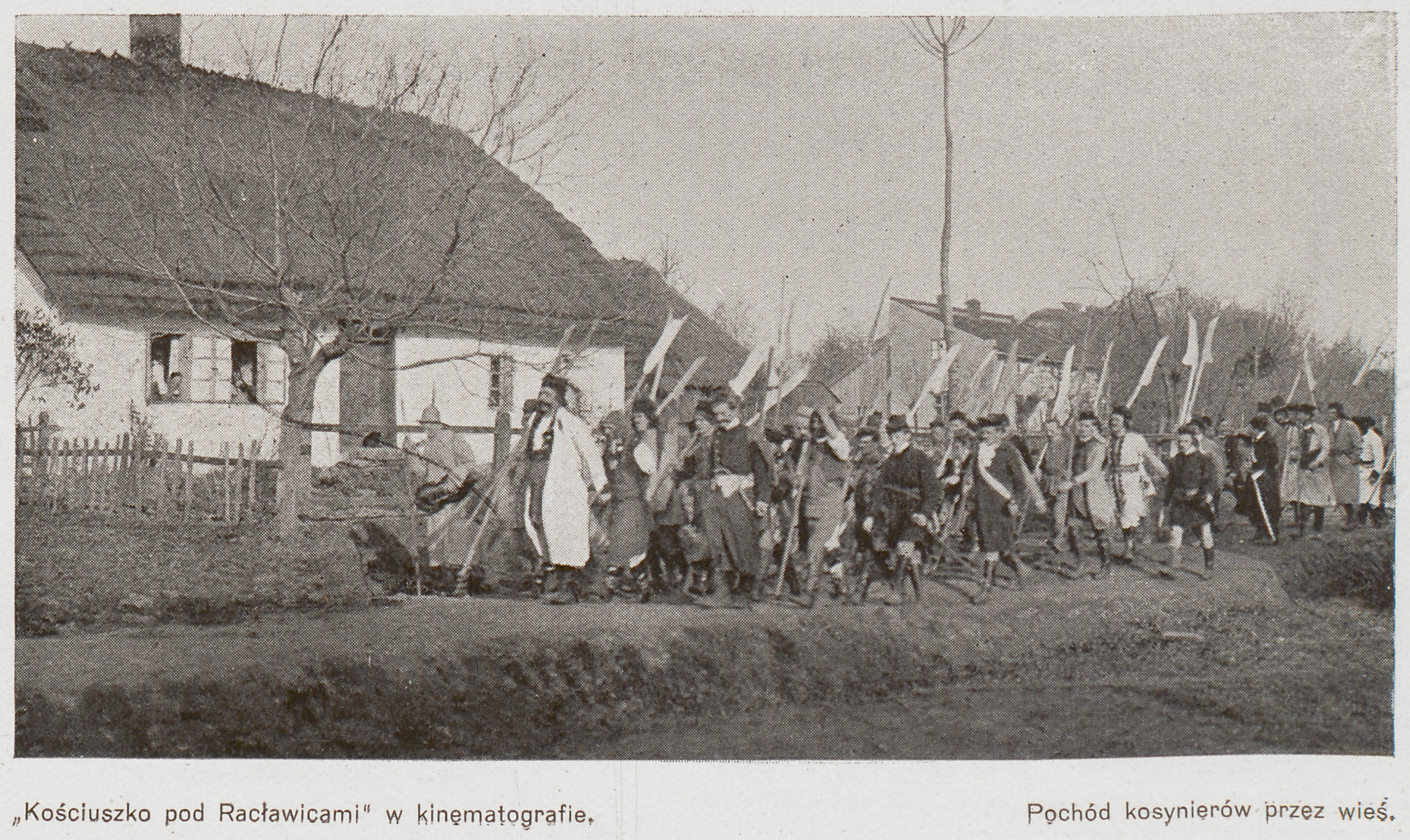
Pochód kosynierów przez wieś
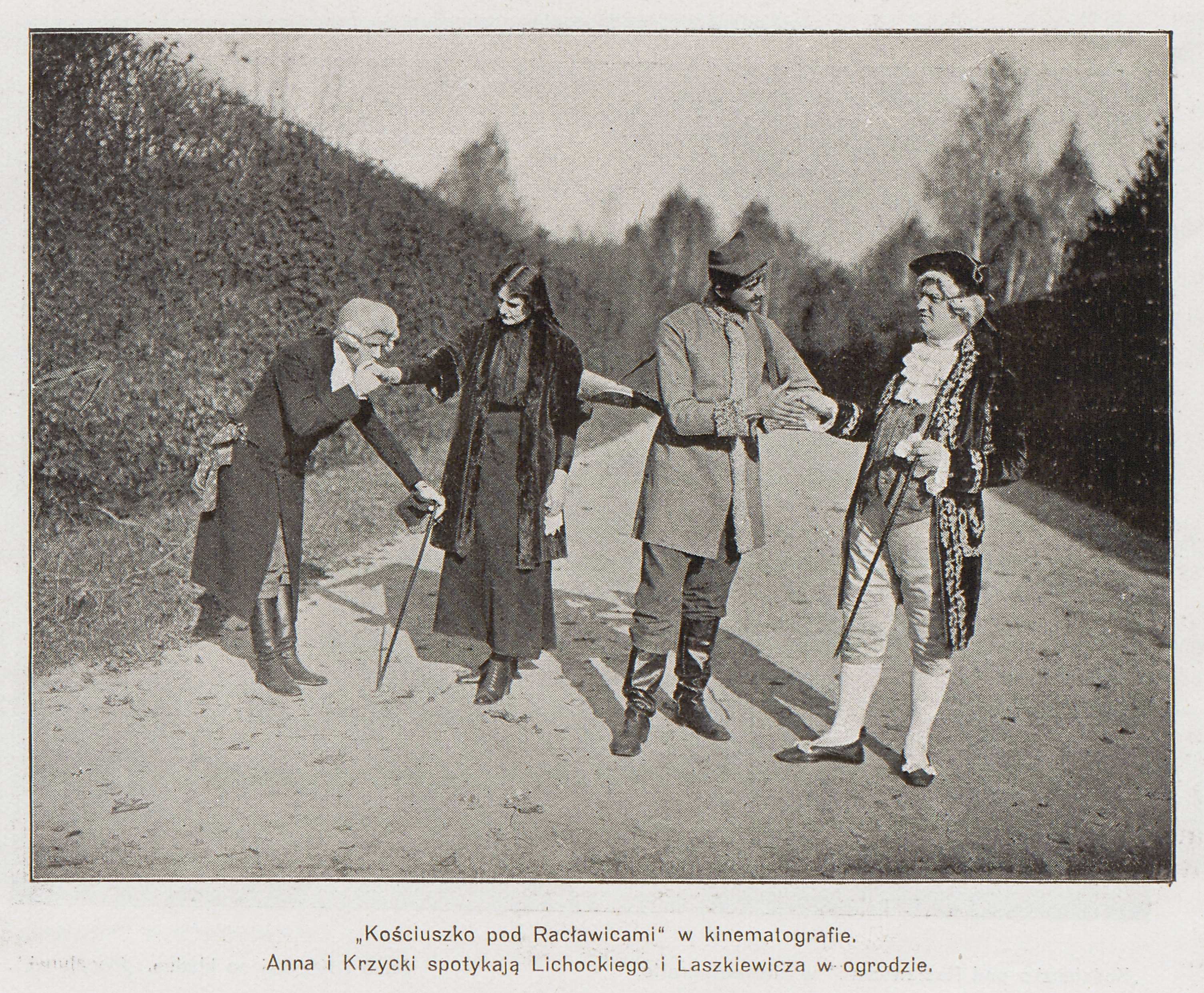
Anna i Krzycki spotykają Lichockiego i Laszkiewicza w ogrodzie
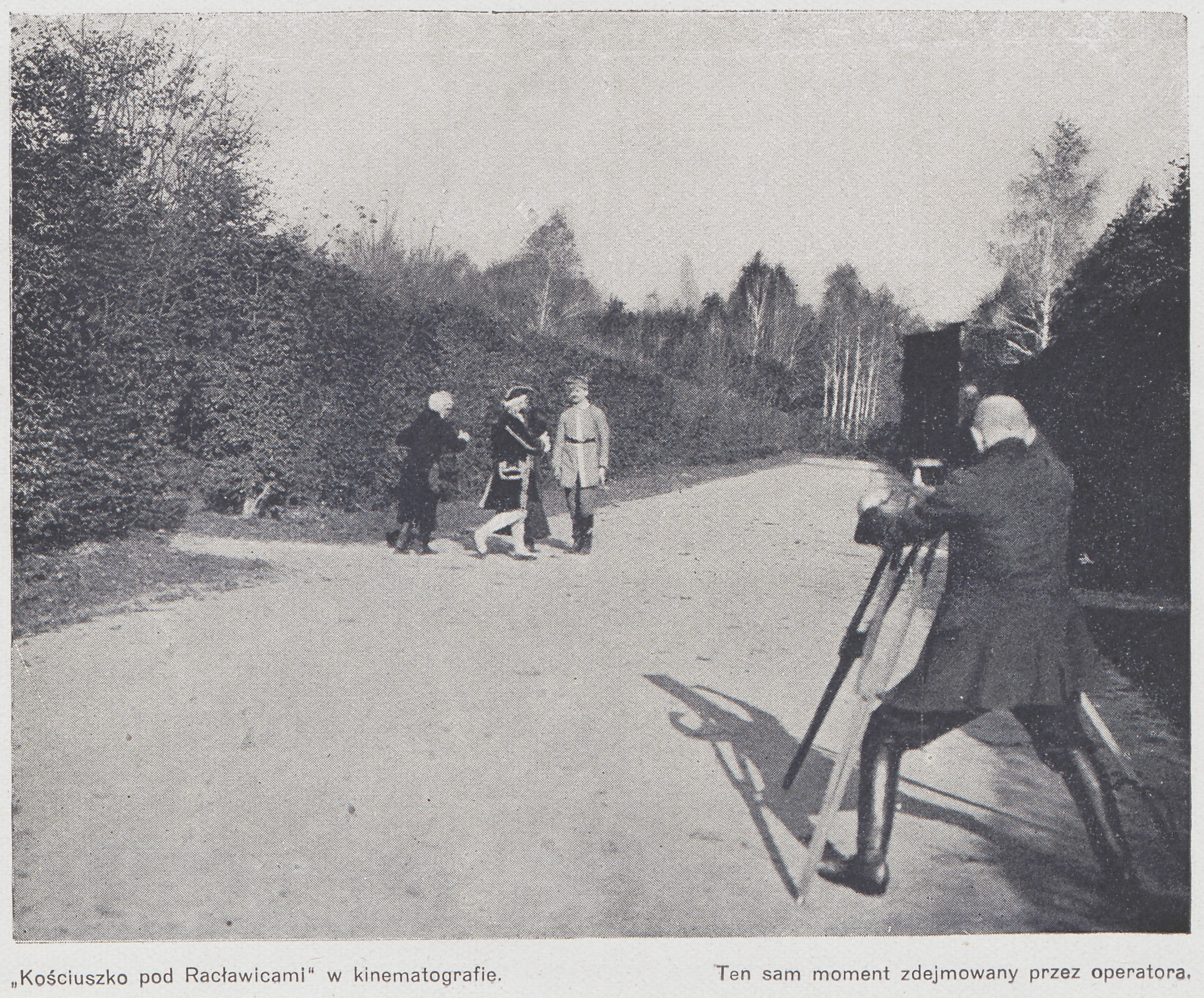
Ten sam moment zdejmowany przez operatora
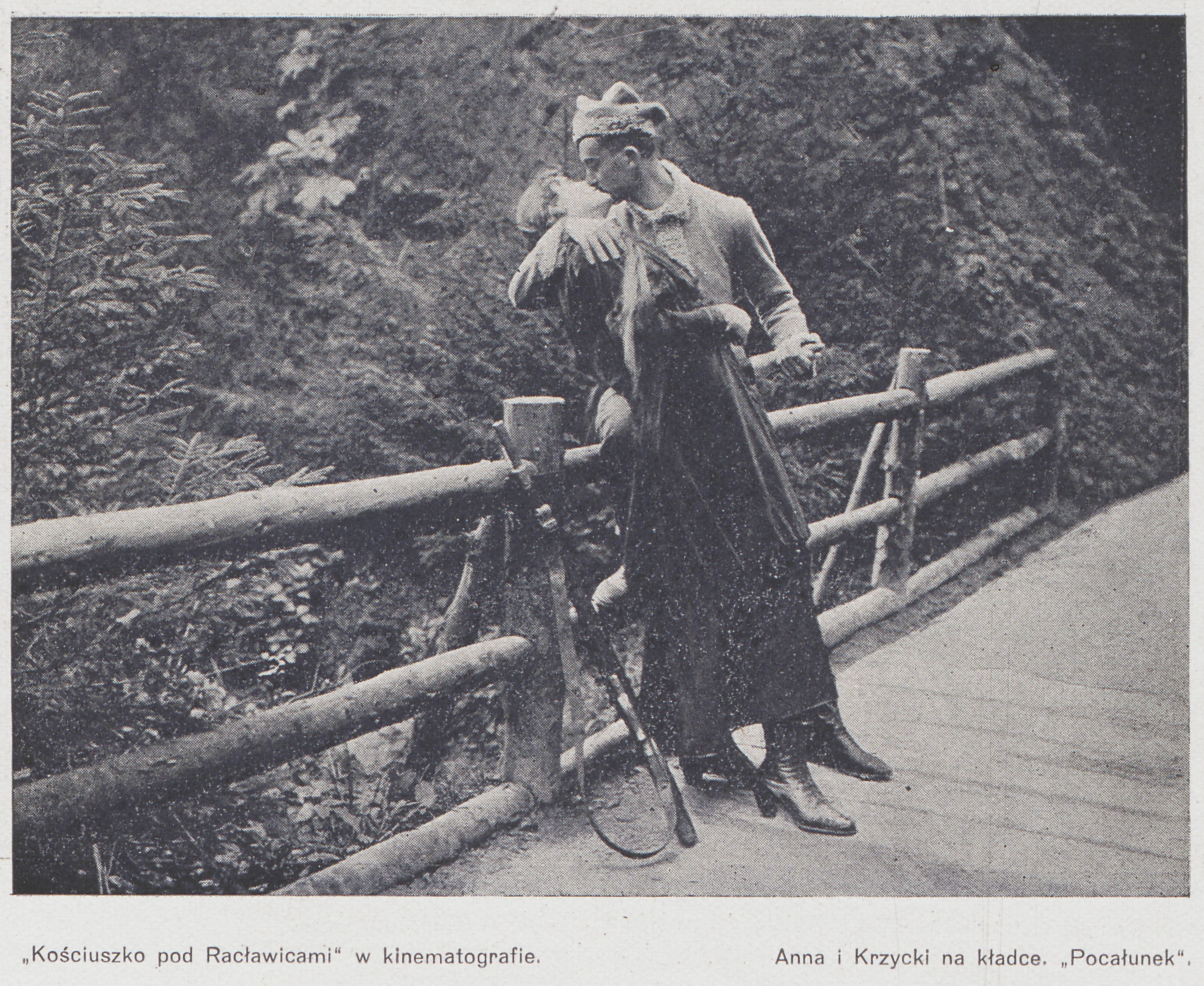
Anna i Krzycki na kładce „Pocałunek”
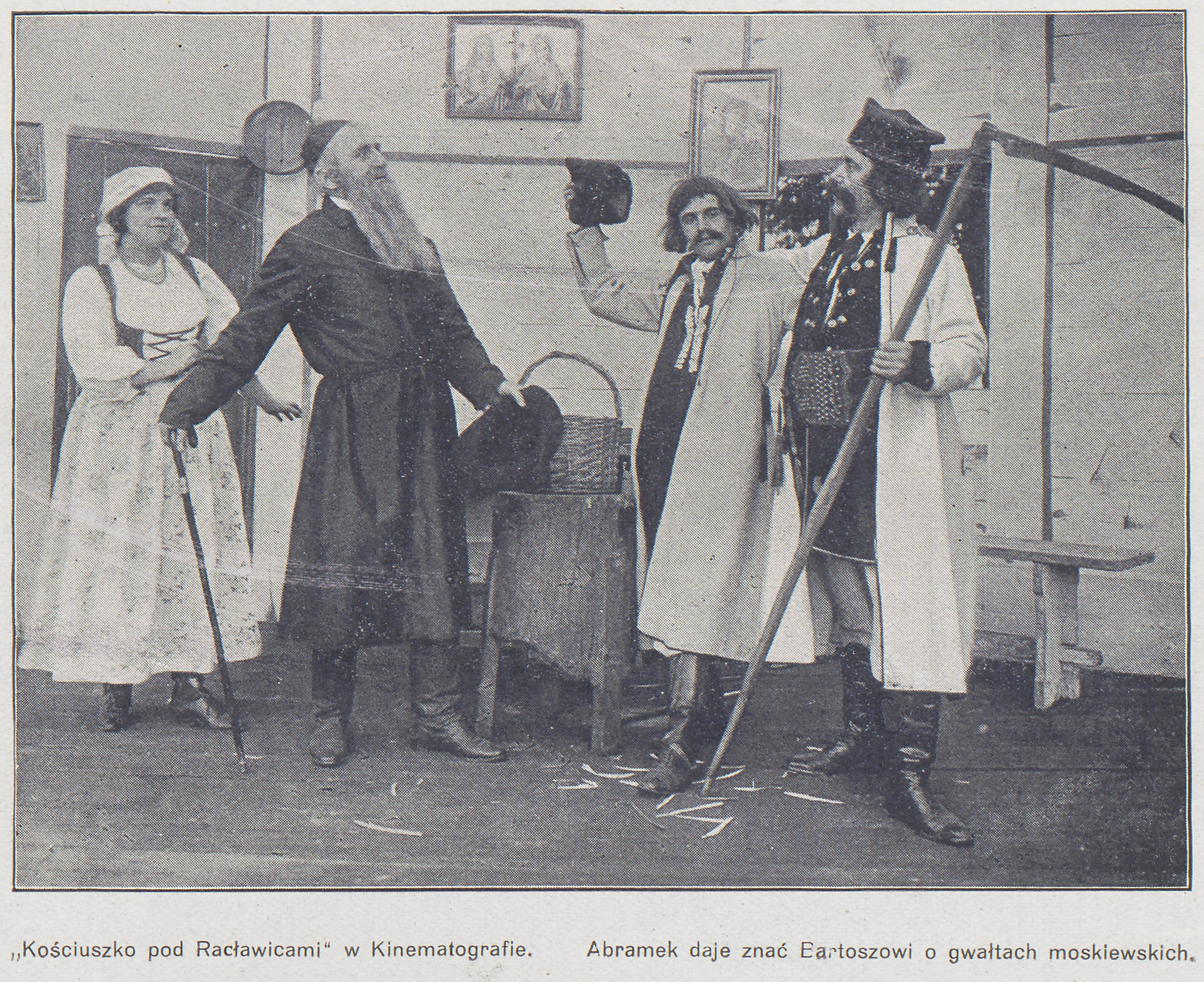
Abramek daje znać Bartoszowi o gwałtach moskiewskich
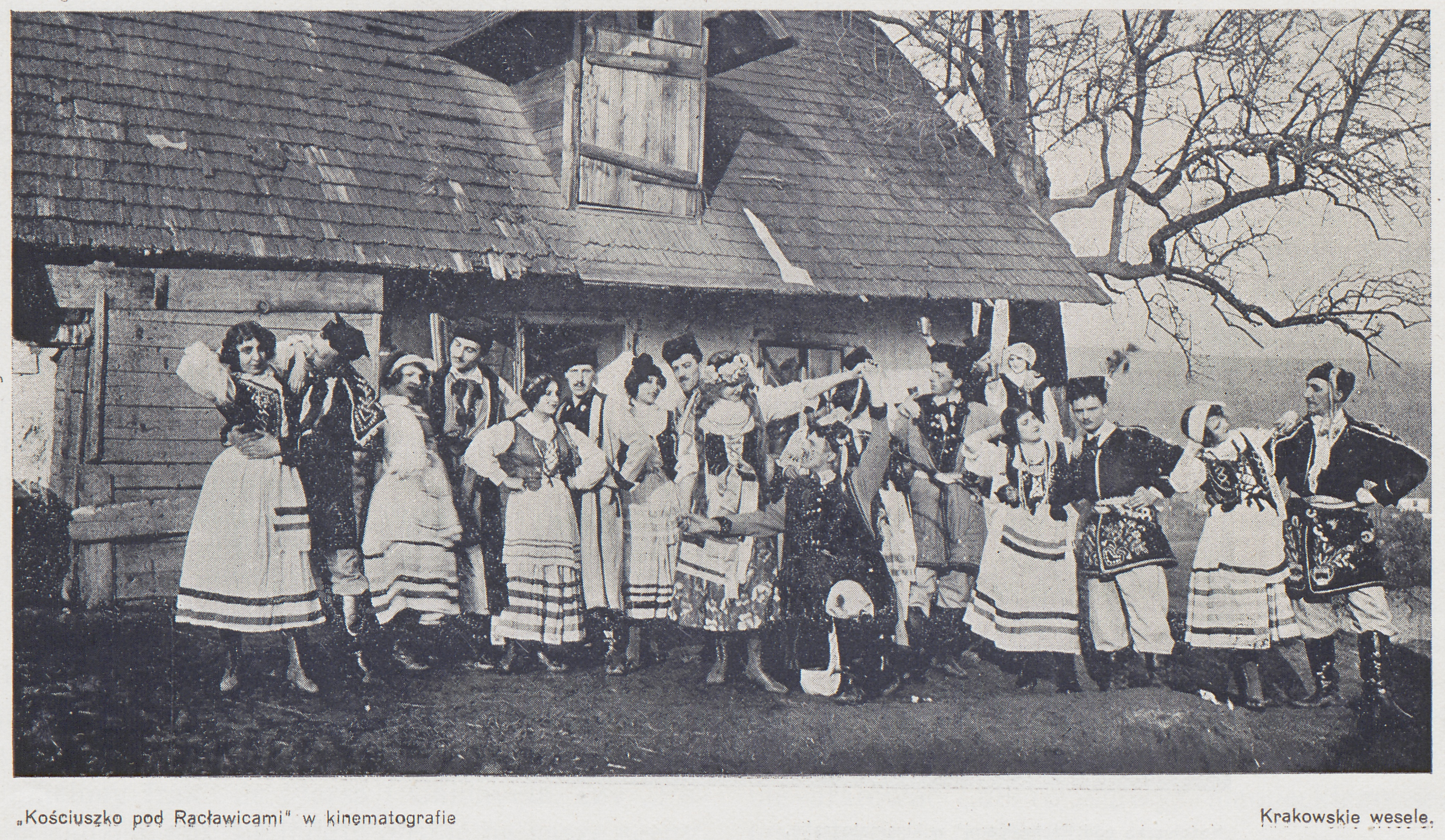
Krakowskie wesele
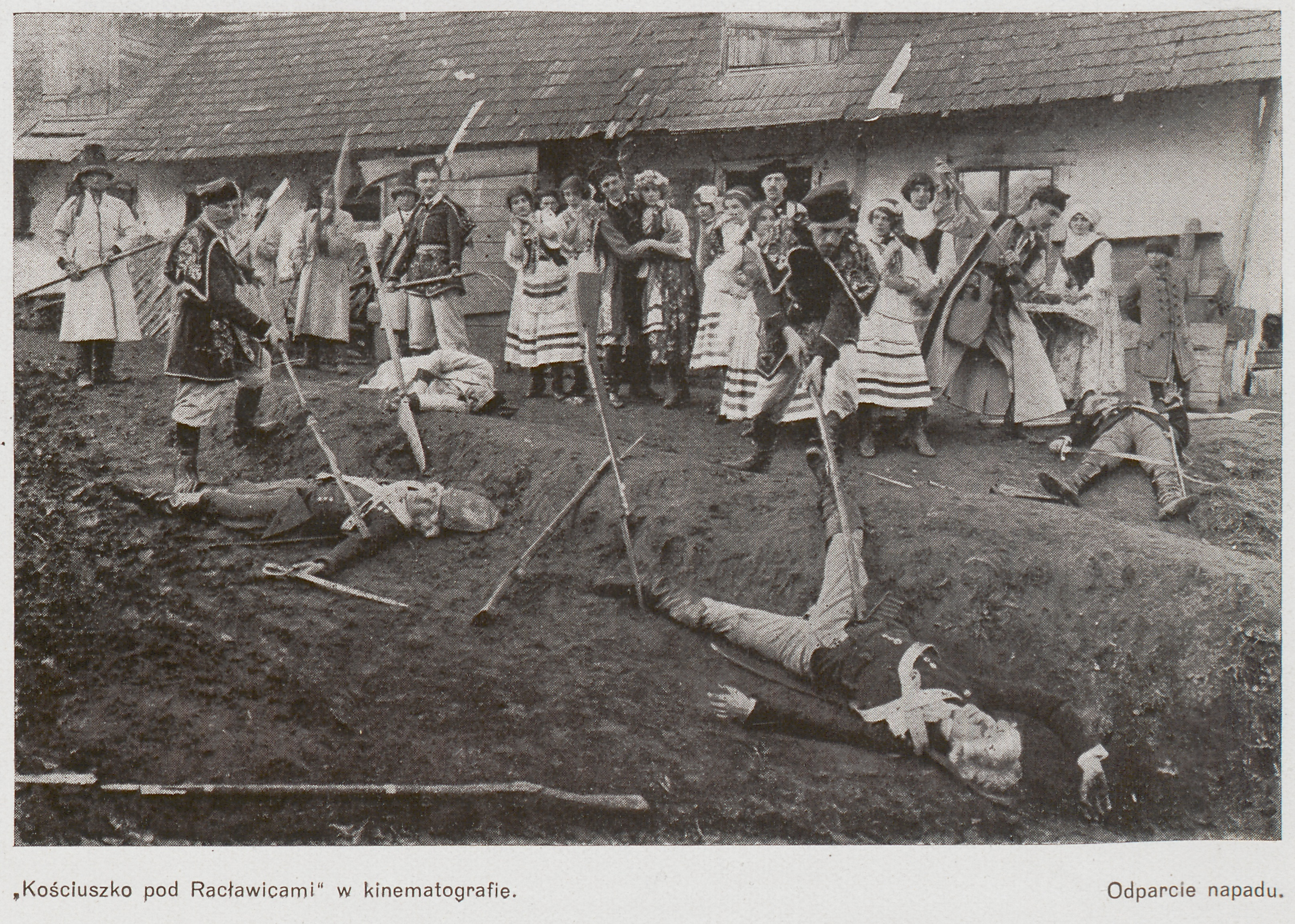
Odparcie napadu
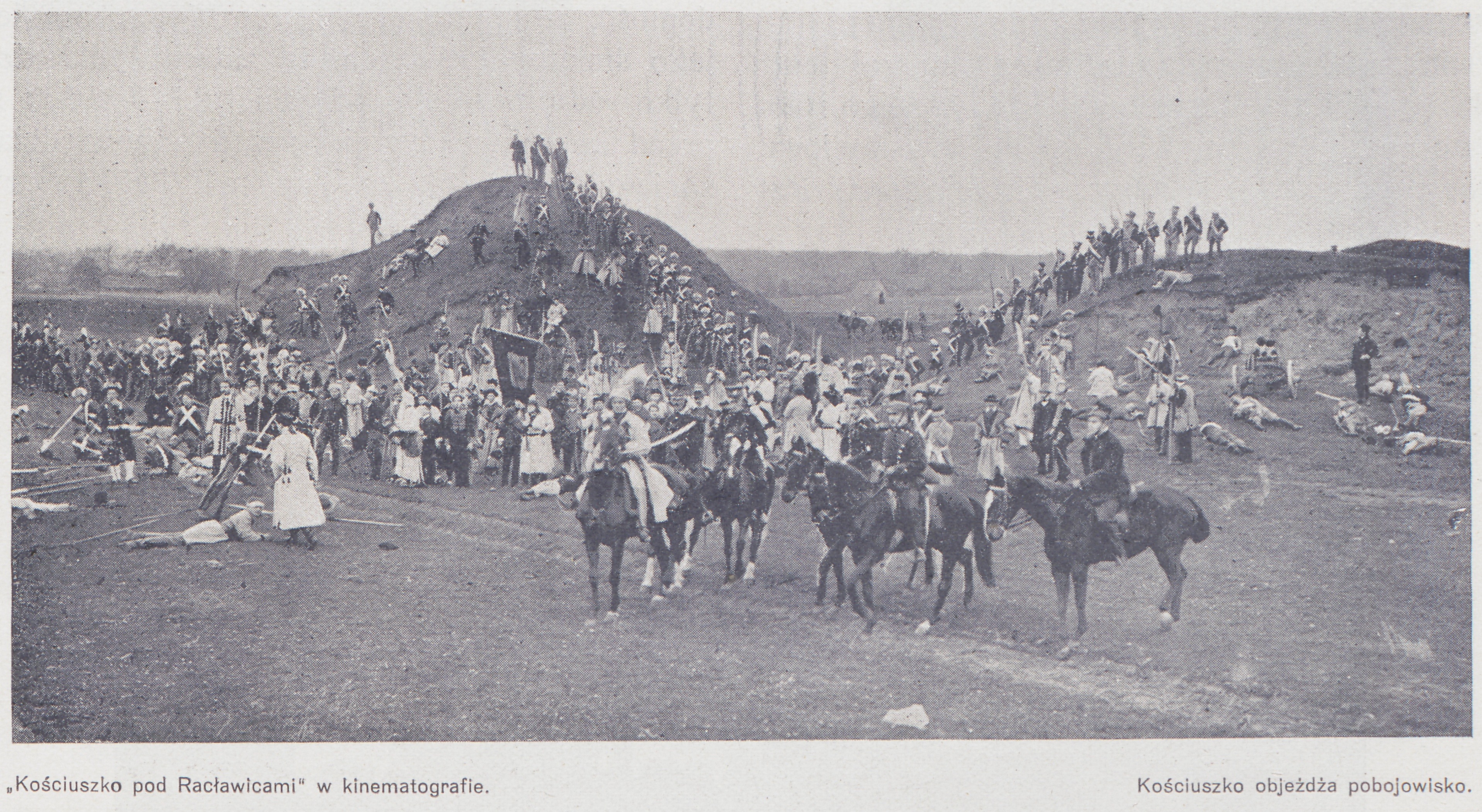
Kościuszko objeżdża pobojowisko
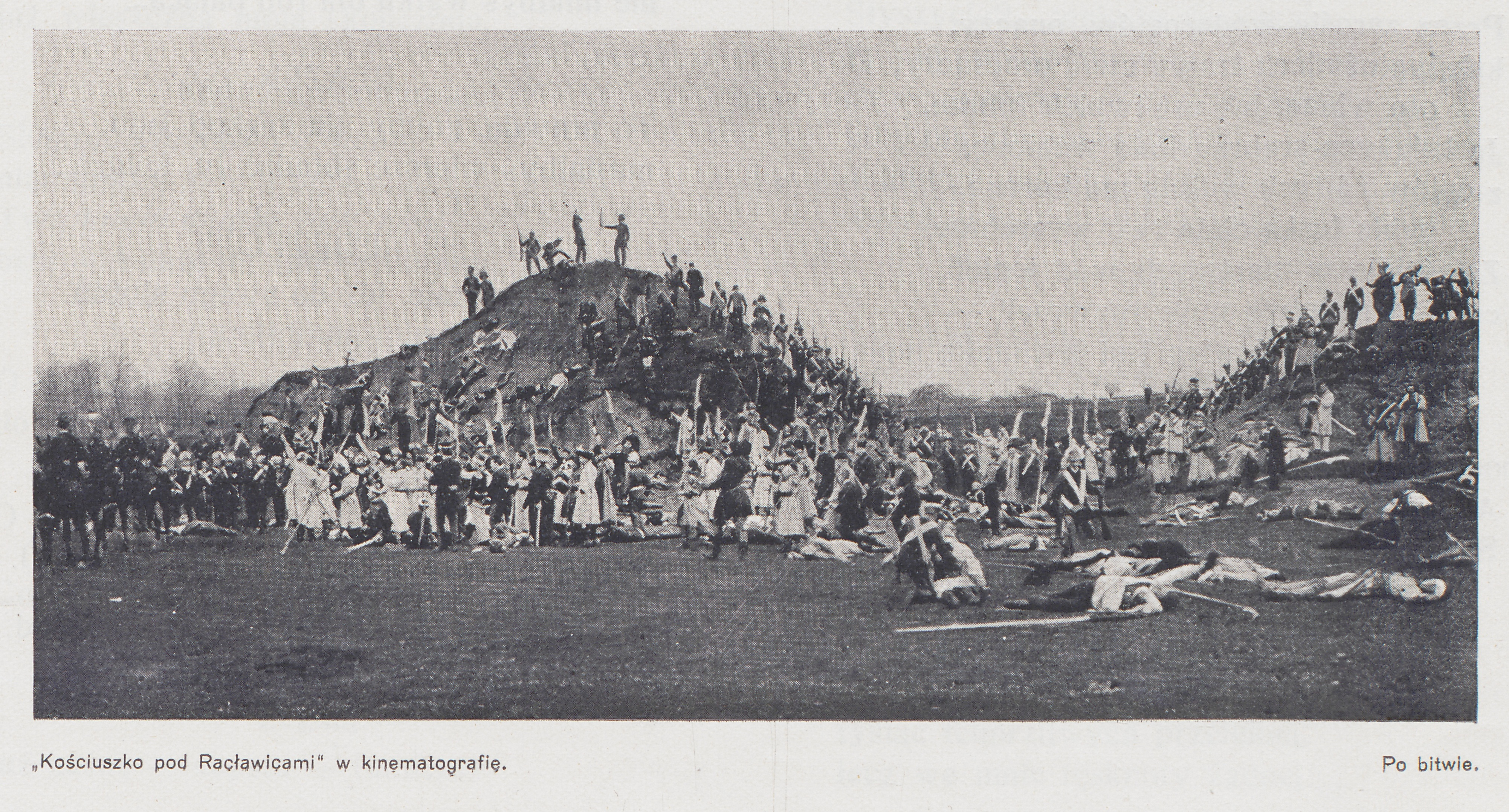
Po bitwie
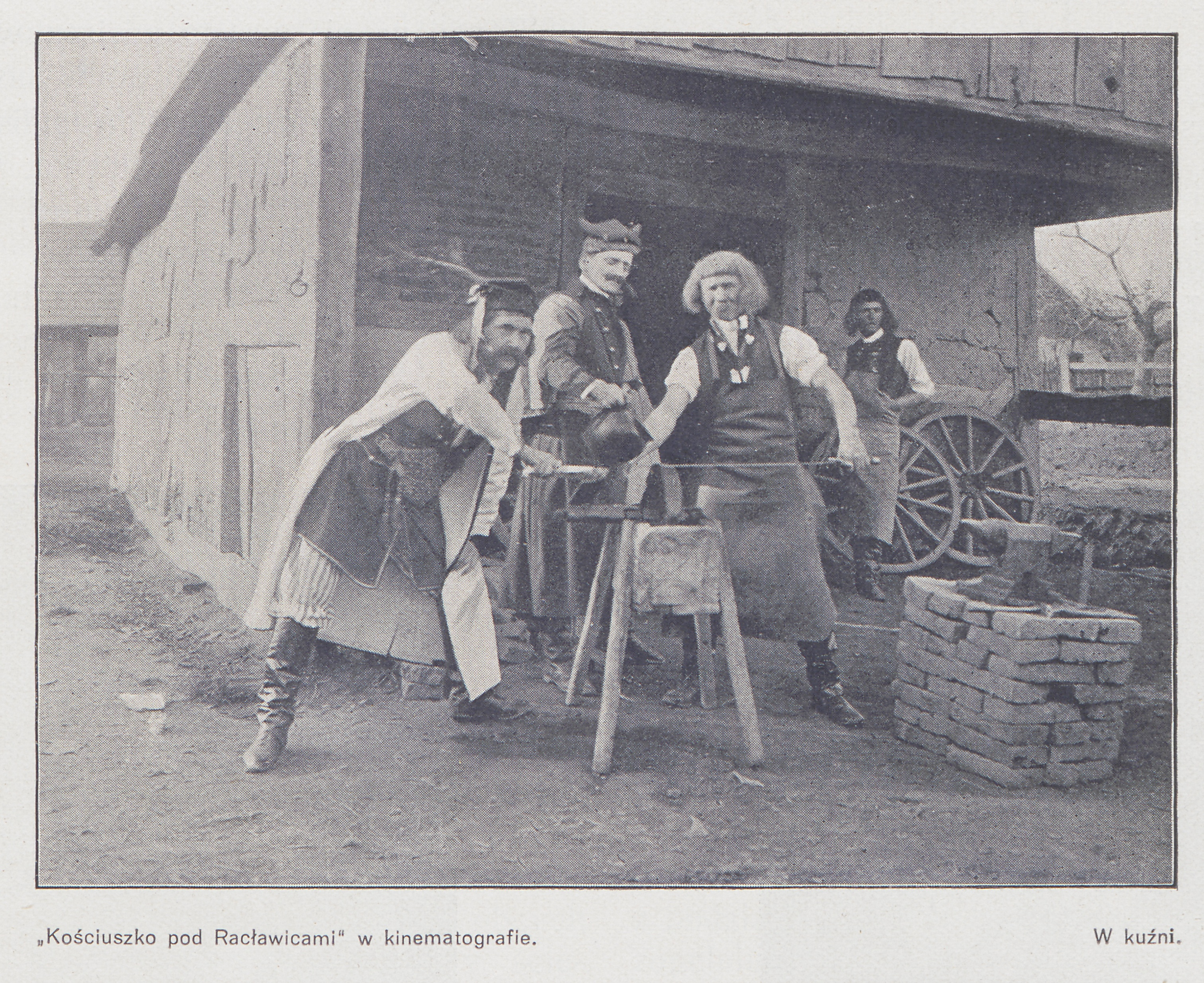
W kuźni
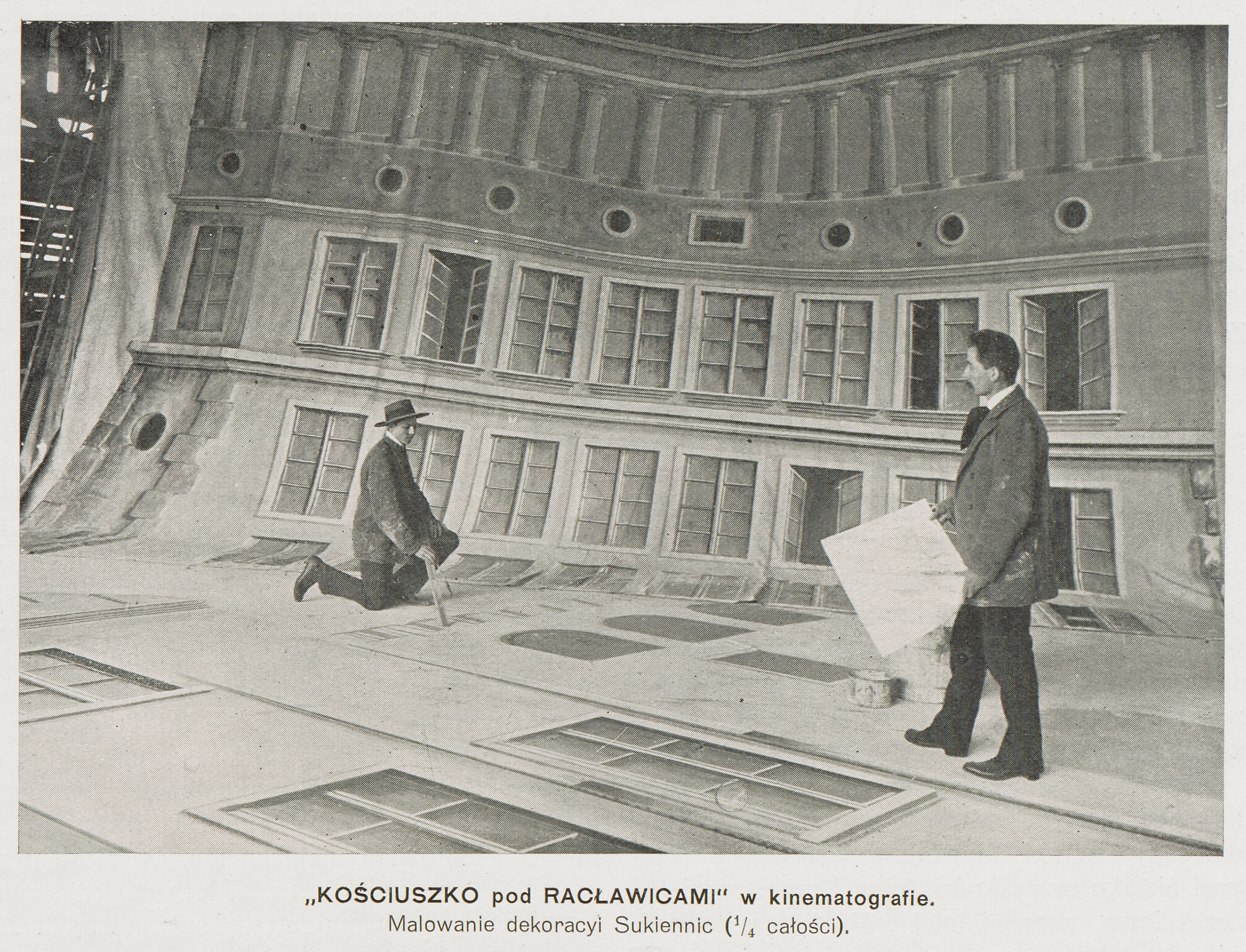
Malowanie dekoracji Sukiennic (1/4 całości)